# Miguel Enrique de Tena Péris
Miguel Enrique de Tena Péris (Corbera (Valencia), 1960) is een eigentijds Spaans componist, muziekpedagoog, dirigent en saxofonist.

## Levensloop
Tena Péris kreeg zijn eerste muzieklessen in de plaatselijke Banda (harmonieorkest). Naar korte tijd speelde hij al saxofoon in dit orkest. Hij studeerde opleiding aan de Universidad del País Vasco (Universiteit van Baskenland) in Leioa. Vervolgens studeerde hij aan het Conservatorio Superior de Música "Joaquin Rodrigo" in Valencia onder andere bij Amando Blanquer Ponsoda, José María Cervera Collado, Enrique García Asensio en Eduardo Montesinos Comas. Verder studeerde hij saxofoon bij Antonio Daniel Huguet, zelf solist saxofoon bij de Banda Municipal de Valencia.  Zijn muziekstudies (harmonie, contrapunt, fuga, compositie, orkestdirectie en piano voltooide hij aan het Conservatorio Profesional de Música de Getafe in Getafe en aan het Real Conservatorio Superior de Música de Madrid in Madrid. In 1979 behaalde hij en 1e prijs (1º Premio Nacional) van de "Unión Musical Española".
In 1980 werd hij docent saxofoon bij de Banda Municipal de Sevilla en in 1984 als solist saxofoon lid van de Banda Municipal de Bilbao. In 1988 werd hij tot professor voor saxofoon aan het Conservatorio Superior de Música "Joaquin Rodrigo" in Valencia benoemd. Van 1986 tot 2001 was hij eveneens saxofoon docent aan het Conservatorio Profesional de Música de Getafe. In Valencia stichtte hij het "Cuarteto de Saxofones del Conservatorio de Valencia" in 1980, het "Cuarteto de Saxofones de Valencia" in 1981 en het "Cuarteto de Saxofones Sanz Espert" in (1982). Tegenwoordig is hij solist saxofoon in de Banda Municipal de Madrid.
Tegenwoordig is hij dirigent van de Banda de Música Unión Musical "Santa Cecilia" de Dosbarrios.
Als componist verrijkte hij vooral het repertoire voor zijn eigen instrument. Hij schreef werken voor saxofoon en piano, duetten en trio's voor saxofoon, kwartetten en werken voor saxofoon-ensemble, maar ook werken voor saxofoon solo en harmonieorkest. Voor zijn werk Euritmia, voor saxofoon solo en harmonieorkest werd hij in 2002 bekroond met de Premio de Composición para Banda Sinfónica "Maestro Villa" van de provincie Madrid.

## Composities

### Werken voor banda (harmonieorkest)
- 2005 De l´obscuritat a la llum, voor harmonieorkest (verplicht werk in de "Secunda Seccion" tijdens het Certamen International de Bandas de Música Ciutat de Valencia in 2005)
- 2005 Fanfarria para Maurice André, voor trompet en harmonieorkest
- Cançó i danses, fantasie voor harmonieorkest[1]
- Concierto, voor saxofoon en harmonieorkest
- Euritmia, voor saxofoon en harmonieorkest
- Trepidant, voor saxofoon en harmonieorkest

### Kamermuziek
- Sax-Lot, voor saxofoonkwartet
- Valset, voor saxofoonkwartet

## Media
1. ↑  Cançó i danses door de "Banda Sinfónica Círculo Católico de Torrent" o.l.v. Vicente Cogollos Linares